# Race queen
"Race queen" (レースクイーン, rēsu kuīn) é um termo japonês para um tipo de modelo promocional como parte de uma tripulação de pit stop em certos tipos de corridas de automóveis, tais como as corridas de Fórmula 1. O termo britânico equivalente é "Pit babe".

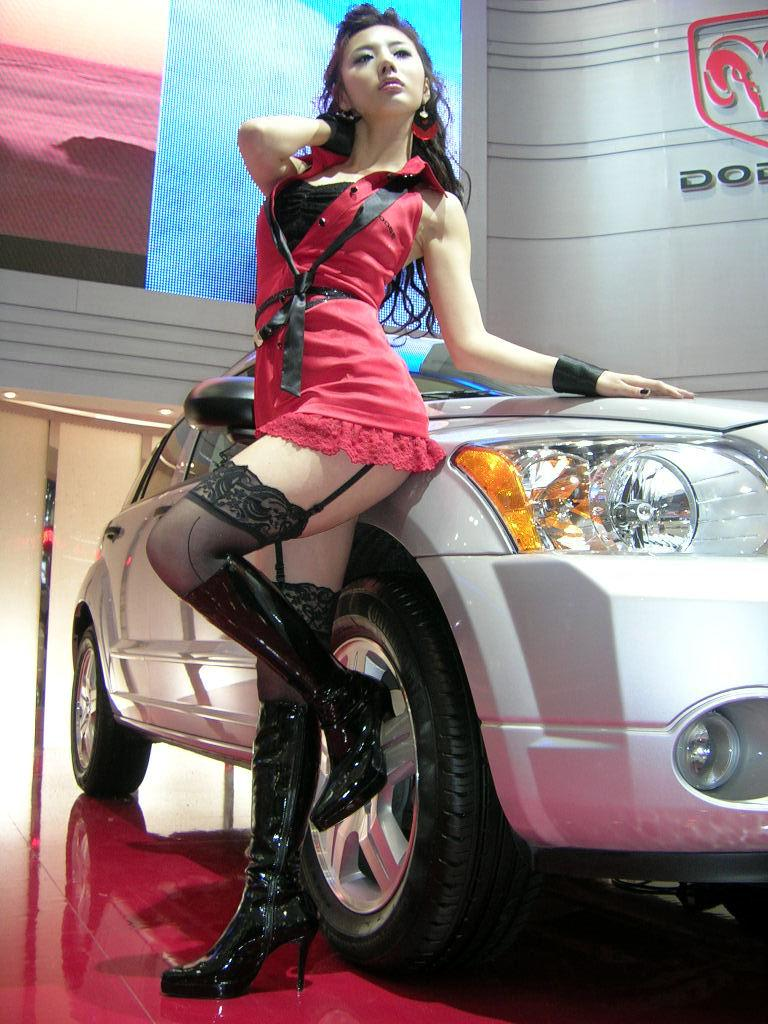
Uma modelo posando no Auto Show em 2007 na KINTEX (Ilsan, Coreia do Sul)

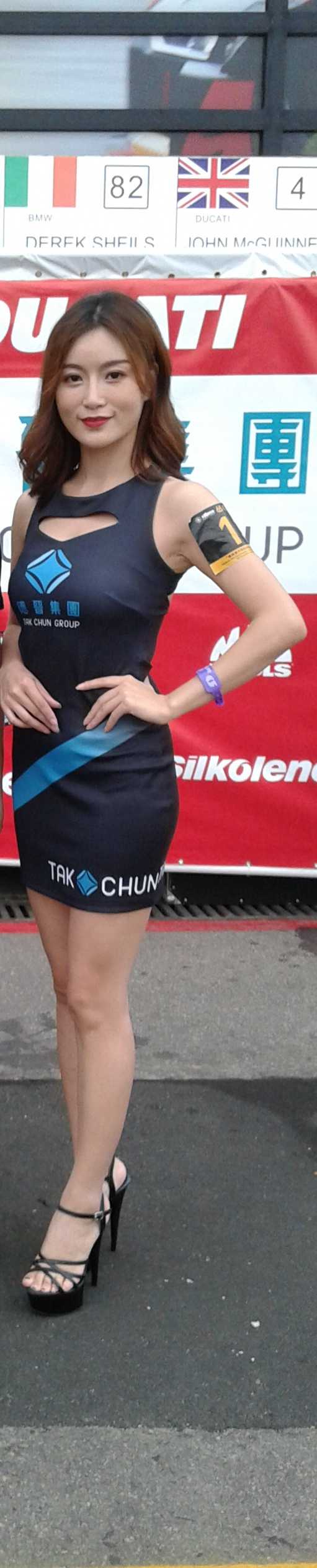
no Grande Prémio de Macau

O primeiro uso de modelos de promoção em corridas de automóveis foi durante a década de 1960 quando o modelo Rosa Ogawa (小川ローザ) foi trazida para representar os vencedores da corrida. Foi então que o termo race queen termo foi cunhado. Antes disso, as mulheres nas corridas de automóveis eram principalmente esposas e namoradas dos motoristas, funcionárias ou motoristas.
Em 1983, a empresa de loção bronzeadora Hawaiian Tropic patrocinou a 24 horas de Le Mans. A companhia trouxe seus modelos ao longo dos Estados Unidos para aparecer na pista antes da corrida começar. Esses modelos usavam biquínis com o nome da empresa.  Um ano mais tarde, essa prática foi importada durante o Japão para a corrida de motocicleta Suzuka 8 Horas.
O trabalho de um funcionário da race queen é manter um guarda-chuva sobre o condutor quando o carro está sendo trabalhado.
Elas geralmente usam algum tipo de costume revelador (mini-vestido, roupas de banho, shorts, ou similares), bem como os salto altos e meia-calça ou botas até o joelho.
Campaign girls em outros países são geralmente tem considerada como "low profile" ou vergonhoso. No entanto, no Japão, race queens têm uma maior visibilidade e são considerados ídolos, variando apenas pelo evento de desporto automóvel que aparecem dentro
A média de idade para essas garotas adolescentes é tarde para mais de vinte anos e a demanda por eles diminui com a idade. Alguns chegam a se tornar modelos ou até mesmo atrizes mas aquelas que são incapazes de alavancar sua carreira em algo maior. Não é raro que alguns deles têm um fundo ou uma carreira de paralela como um gravure idol.
Race queens que operam em eventos de prestígio e com uma grande base de fãs também podem ser encontradas no show de automóveis mostra apenas a atrair multidões onde eles são tão importantes como atração um dos carros e produtos eletrônicos que estão promovendo.
Há uma revista dedicada a eles chamado Gals Paradise.
Os modelos, referidas como "grid/pit girls" na Europa, é muito comum em todo o mundo muitas séries, mas são na sua maioria proibidos nos Estados Unidos devido às razões de ser associado ao sexismo, como muitos motoristas "esposas, além de mulheres oficiais de corrida, a equipe de agentes de relações públicas, membros da mídia e, em alguns casos, mecânica ou drivers são predominantes nos piquetes. Além disso, por causa da maneira de vestir um desses modelos, as companhias de seguros (O motorista das 500 Milhas de Indianápolis Larry Rice mais tarde se tornou um agente de seguros especializado em seguros Motorsport) consideram como um perigo para a segurança por causa de códigos de vestimenta rigorosas impostas na garagem e áreas pit por muitos corpos de aprovação, em Nova Jersey. Na DTM e alguns outros eventos, os organizadores já começaram a recrutar os modelos masculinos nas startlines , principalmente em carros de motoristas do sexo feminino.
O termo também é utilizado fora do Japão na Coreia do Sul, China e outras nações asiáticas. O termo coreano para uma race queen é uma "racing girl" (레이싱걸). Racing Girl aparecem em shows e eventos de corridas de automóveis. Na Tailândia, elas são conhecidas como "enfeites" e elas são usadas extensivamente em eventos que vão desde o Bangkok International Motor Shows para eventos de menor porte, tais como inaugurações de centros comerciais. Existem empresas especializadas no recrutamento e fornecimento de enfeites para eventos, classificando-as em várias categorias de acordo com habilidades e experiência. Uma apresentadora bonita faz apresentações de produtos, uma bela dançarina, é parte de um grupo de dança no estande de um fabricante, ficando bonita uma planície e distribuindo materiais promocionais. Os salários são lucrativas para as mais atraentes e experientes enfeitadoras, o que eles normalmente ganham equivale ao trabalho no escritório várias vezes.
Montadoras sul-coreanas Hyundai e Kia têm anunciado recentemente que iria reduzir o número de modelos em seus shows, afirmando que "Preferimos ter a atenção dos espectadores nos nossos carros do que as mulheres atraentes."